# Les Bons
Les Bons (antiguamente "Labons") es un antiguo pueblo de la parroquia de Encamp, situado a la derecha de la Valira de Encamp, en el Principado de Andorra. En 2015 tenía 1117 habitantes.

## Patrimonio
En Les Bons se conserva un conjunto fortificado y formado por construcciones datables en diferentes épocas, que se conservan en la actualidad en un estado de conservación adecuado puesto que las familias propietarias de las casas las han reparado y reconstruido, así también como la iglesia.
No han llegado hasta nosotros noticias documentales sobre la construcción del conjunto defensivo. El documento más directo sobre alguna de las construcciones de Les Bons es medieval, concretamente el acta de consagración de la iglesia de San Román en 1163.

## Elementos constructivos y arquitectónicos
- Casas de la Baja Edad Media.
- Lienzos que, probablemente, formaban parte de la antigua muralla.
- Presencia musulmana: 
  - El Baño de la Reina Mora (depósito de agua y su canalización). La leyenda explica que la esposa del cabecilla árabe hizo construir un depósito de agua en un lugar alejado del pueblo para su higiene personal.
  - Torre de los Moros.
- Dos palomares.
- Iglesia de San Román. Esta iglesia (en catalán: Església de Sant Romà) fue consagrada a San Román de Antioquía,[2] en 1163. Está situada sobre un cerro cercano a Encamp con una buena panorámica sobre la parroquia. Tiene un campanar de espadaña con dos campanas. En el interior tiene unas reproducciones de sus pinturas románicas originales que se conservan en el Museo Nacional de Arte de Cataluña, en Barcelona. La nave también conserva unas pinturas murales góticas y un retablo dedicado a San Román de Antioquía.

## Fiestas populares
Por Carnaval se escenifica la muerte de la osa por un grupo de cazadores de Encamp, mientras los carabinieros acosan a los contrabandistas.